# Le roi boit (Jordaens, Paris)
Pour les autres tableaux de Jordaens sur le même sujet, voir Le Roi boit (Jordaens).
Le Roi boit est un tableau réalisé vers 1638-1640 en peinture à l'huile sur toile par l'artiste flamand Jacob Jordaens. Il est conservé au musée du Louvre de Paris depuis 1793.

## Sujet
Le tableau représente la fête de l'Épiphanie, célébrée le 6 janvier, lors de laquelle la galette des rois est servie aux convives. Celui qui tombe sur la fève qu'elle contient est proclamé le roi des haricots et dirige les festivités. Les commensaux crient alors : « Le roi boit ! Vive le roi ! », d'où le nom du tableau.

## Description
Le roi de la fête, couronné, lève son verre tandis que des gaufres sont apportées sur un plateau à droite. Jordaens a probablement utilisé des modèles de sa famille pour les différents personnages de son tableau : son beau-père Adam van Noort est le roi, et on reconnaît aussi Catharina, Elisabeth, Jacques et Anna Catharina Jordaens.

## Sur le même sujet
Jordaens a créé plusieurs versions du tableau.

Autres versions
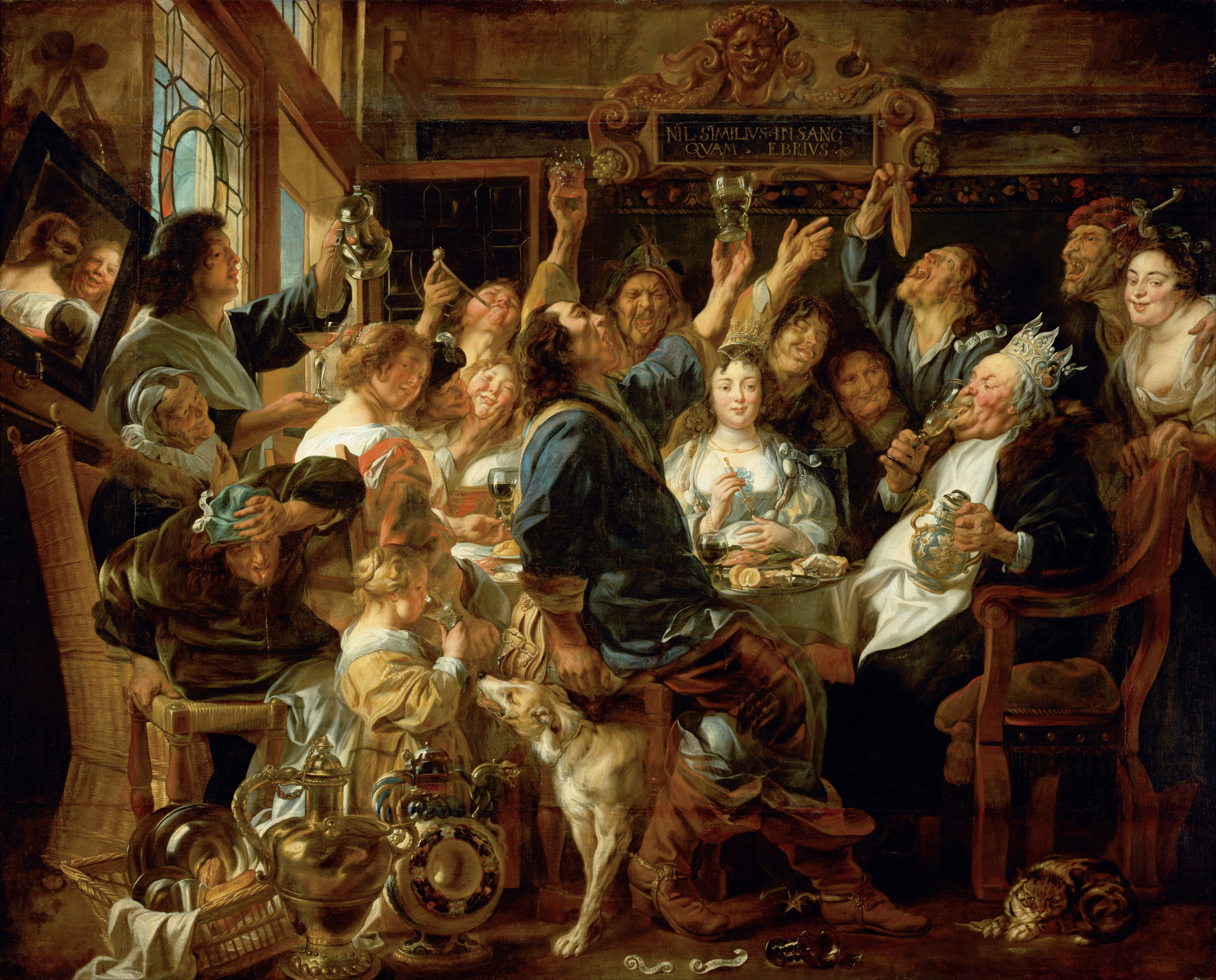
Version du musée d'Histoire de l'art de Vienne.
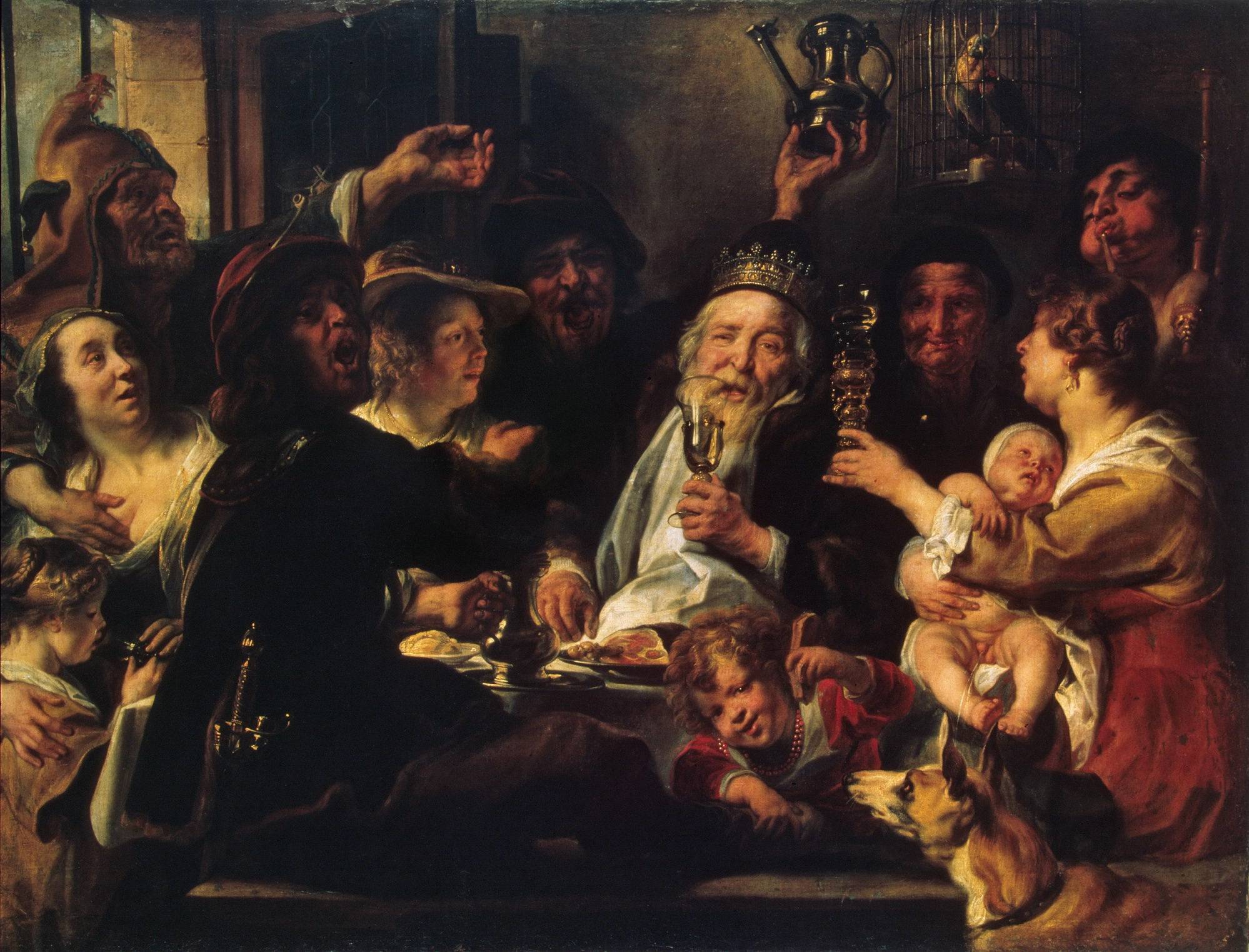
Version du musée de l'Ermitage.
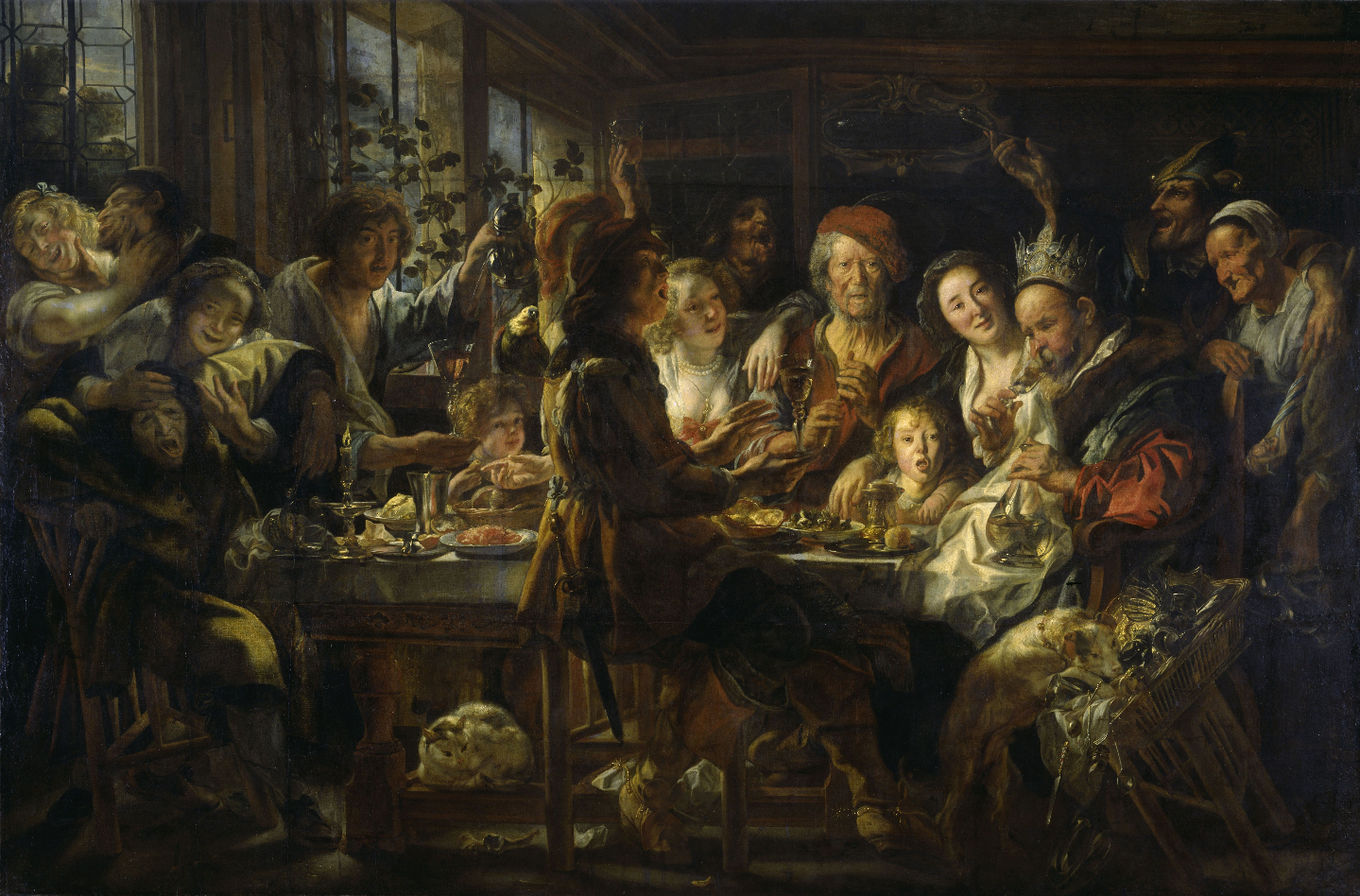
Version du musée de Cassel.
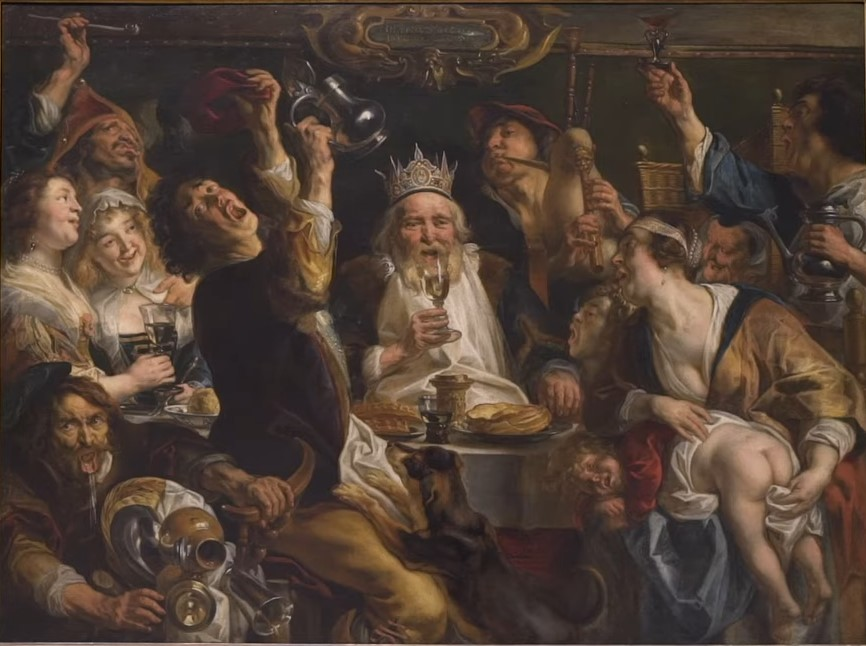
Version des musées royaux des beaux-arts de Belgique.